# 九州地方の再開発の一覧
九州地方の再開発の一覧（きゅうしゅうちほうのさいかいはつのいちらん）では、九州地方での完成済み、建設中、または計画中の都市再開発事業・再開発地区、再開発ビルや複合商業施設などの一例を一覧で列挙する。

## 九州全般
- アミュプラザ - JR九州グループの駅ビル開発

## 福岡県
土地区画整理事業については、北九州市の土地区画整理事業一覧、福岡市の土地区画整理事業一覧を参照。

### 北九州市
- 北九州市ルネッサンス構想

#### 小倉北区（小倉都心）
- 紫川馬借地区第1（1街区・2街区）第一種市街地再開発事業（1街区：小倉法華倶楽部、2街区：九州医療スポーツ専門学校） - 1街区は1984年、2街区は1989年オープン。1街区はその後解体、小倉タワー建設。2街区は当初代々木ゼミナール小倉校。
- 小倉駅前東地区第一種市街地再開発事業（小倉そごう、1993年竣工） - 小倉そごう閉店後、小倉伊勢丹/I'm専門店街、コレット/小倉駅前アイムを経てセントシティ、大店法の届出上の正式名称は「セントシティ北九州」となっている。
- 馬借地区第一種市街地再開発事業（東京第一ホテル小倉・小倉シネシティ有楽、1997年竣工） - 東京第一ホテル小倉はホテルクラウンパレス小倉にリブランド、小倉シネシティ有楽は閉館。
- 室町一丁目地区第一種市街地再開発事業（リバーウォーク北九州、2003年竣工）
- 西小倉駅前第一地区第一種市街地再開発事業（小倉D.C.タワー、2011年竣工）
- 小倉駅南口東地区第一種市街地再開発事業（ガーデンシティ小倉、2019年竣工）

#### 八幡西区（黒崎副都心・折尾地区）
- 黒崎駅東地区第一種市街地再開発事業（メイト黒崎、1979年竣工）
- 折尾駅前地区第一種市街地再開発事業（オリオンプラザ他） - 駅前広場の賑わいを創り出す目的で第1ビルには大型店主体の商業施設と公共施設（図書館、市民センター）を配置。第2－1ビルには西鉄北九州線駅舎（2000年廃止）。第1ビルから第2ビルを結ぶ連絡通路を整備。
- 黒崎駅西地区第一種市街地再開発事業（コムシティ、2001年竣工）

#### 八幡東区・若松区
- 八幡駅前地区市街地再開発事業（さわらびガーデンモール八幡、2006年竣工、八幡東区） - 下層階は店舗・事務所、上層階はマンション。八幡駅前地区市街地再開発組合施行、八幡東区西本町二、三、四丁目の各一部（約2.7ha）。施行期間平成12年度～18年度、総事業費約147億円。
- 若松A地区第一種市街地再開発事業（ベイサイドプラザ若松、2000年竣工、若松区） - サンリブ・上層階は住居としてオープン。

### 福岡市
- 博多駅周辺 - 九州新幹線の延伸に合わせ、JR博多シティ（核店舗は阪急百貨店）を建設。

#### 中央区（天神地区他）
- 薬院大通り西地区第一種市街地再開発事業（薬院大通センタービル、2005年竣工）
- 天神地区第一種市街地再開発事業（エルガーラ、1997年竣工） - 福岡市施行による天神1丁目南部の約1.2haの再開発事業で、1997年に地上13階・地下5階の再開発ビル「エルガーラ」が開業した。博多大丸東館やホールなどが入居している。
- 渡辺通地区第一種市街地再開発事業（サンセルコ、1979年竣工） - 福岡市の施行による渡辺通1丁目南部の約2.2haの再開発事業で、1979年に地上10階・地下1階の再開発ビル「サンセルコ」が開業。ショッピングセンター・ホテルニューオータニ博多・福岡放送(FBS)などが入居していたが、福岡放送は2005年に新社屋に移転。
- 天神一丁目第一防災建築街区（天神コア・天神第一名店ビル） - 施工主・西日本鉄道・福岡市天神1丁目第1防災建築街区造成組合。
- 天神第二防災建築街区天神東急ビル（天神MMTビル） - 施工主・天神第2防災建築街区造成組合。

#### 博多区
- 住吉地区第一種市街地再開発事業（キャナルシティ博多、1997年竣工） - カネボウ博多工場跡地）
- 下川端地区第一種市街地再開発事業（博多リバレイン、1999年竣工） - 中核ビルとなった「スーパーブランドシティ」は2002年に経営破綻。
- 下川端東地区第一種市街地再開発事業（博多リバレインイーストサイト、1999年竣工）
- 千代地区第一種市街地再開発事業（パピヨン24、1988年竣工）

#### 早良区・南区
- 高宮地区第一種市街地再開発事業（ピア高宮、1989年竣工）
- 西新地区第一種市街地再開発事業（西新エルモール、1981年竣工） - 2015年をもって閉鎖後、一部解体建て替えの上で2019年にPRALIVAとして再開業。

### その他福岡県内
- 西鉄久留米駅東口第一種市街地再開発事業（久留米市、久留米岩田屋・ハイネスホテル他、1983年竣工）
- 六ツ門第一地区第一種市街地再開発事業（久留米市、ユニードショッパーズ久留米店、1983年竣工） - ダイエー六ツ門店を核店舗として開業。ダイエー閉店後くるめりあ六ツ門としてリニューアル。
- JR久留米駅前第一街区第一種市街地再開発事業（久留米市、ザ・ライオンズ久留米ウェリスタワー、2010年竣工） - 地上35階。
- 吉原町1番地区第一種市街地再開発事業（飯塚市、サンメディラック飯塚、2015年竣工） - 飯塚バスターミナル、分譲マンションなどから構成。

## 佐賀県
- 佐賀中央第1地区第一種市街地再開発事業（佐賀市、エスプラッツ、1998年竣工） - 第三セクター「まちづくり佐賀」運営再開発ビル。
- 上峰町中心市街地活性化事業（三養基郡上峰町、施設名称未定、2019年事業開始、事業中）- イオン上峰店跡地一帯。

## 長崎県
- 千歳地区第一種市街地再開発事業（長崎市、チトセピア、1991年竣工） - チトセピアホール、公営住宅などから構成。
- 住吉3番街区第一種市街地再開発事業（長崎市、サン住吉、1995年竣工） - 共同住宅、商業・業務施設、駐車場などから構成。
- 新大工地区第一種市街地再開発事業 （長崎市、シーボルタウン、2001年竣工） - 共同住宅、商業・業務施設、駐車場などから構成。
- 旭町地区第一種市街地再開発事業（長崎市、タワーシティ長崎、2006年竣工）
- 新大工町地区第一種市街地再開発事業（長崎市、事業中）
- 浜町地区市街地再開発事業（長崎市、計画中）
- 潮見地区第一種市街地再開発事業（佐世保市、エス・プラザ、2001年竣工）
- 戸尾地区第一種市街地再開発事業（佐世保市、アルファ、2001年竣工）
- 栄・常盤地区第一種市街地再開発事業（佐世保市、サンクル1・2・3・4番館、2015年竣工）
- 高城地区第一種市街地再開発事業（諌早市、1996年竣工） - 物産ホール、商工会館、駐車場などから構成。
- 今屋敷地区第一種市街地再開発事業（対馬市、対馬市交流センター、2006年竣工）

## 熊本県
- 熊本駅周辺 - 九州新幹線整備に伴う駅舎改築、駅ビル・マンション・商業施設建設など熊本駅一帯の大規模開発。熊本駅#熊本駅周辺再開発事業を参照。
- 熊本駅前北地区第一種市街地再開発事業（熊本市、ホテルニューオータニ熊本、1992年竣工） - 熊本市初の市街地再開発事業。ホテルは2020年にザ・ニューホテル熊本にリブランド。
- 手取本町地区第一種市街地再開発事業（熊本市、テトリアくまもと、2002年竣工） - 鶴屋百貨店東館、くまもと県民交流館パレア。
- 上通A地区第一種市街地再開発事業（熊本市、びぷれす熊日会館、2002年竣工）
- 熊本駅前東A地区第二種市街地再開発事業（熊本市、くまもと森都心、2012年竣工） - A棟（くまもと森都心プラザ）、B棟（春日プラザ）、C棟（ザ・熊本タワー）の3棟構成。
- 桜町地区第一種市街地再開発事業（熊本市、SAKURA MACHI Kumamoto、2019年竣工） - 熊本桜町バスターミナル、分譲マンション「ザ・熊本ガーデンズ」、ホテルトラスティプレミア熊本、オフィス・バンケット棟「サクラマチヒルズ」、熊本城ホールなどから構成。
- 広町地区第一種市街地再開発事業（山鹿市、山鹿温泉プラザファイブ、1976年竣工）

## 大分県
- 浜脇A街区第一種市街地再開発事業（別府市、浜脇温泉、1991年竣工） - 温浴施設、共同住宅、ショッピングモールなどから構成。
- 末広町一丁目地区第一種市街地再開発事業（大分市、事業中） - 大分駅前に地上29階と18階のビルを建設する計画[1]。

## 宮崎県
- 橘通西三丁目地区第一種市街地再開発事業（宮崎市、アートセンター、2009年竣工）
- 橘通東三丁目地区第一種市街地再開発事業（宮崎市、ワイワイパーク、2008年竣工）
- 妻駅西地区第一種市街地再開発事業（西都市、パオ）
- 桜町地区第一種市街地再開発事業（西都市、ホテルプリムローズ西都）

## 鹿児島県
- 小川町21番街区第一種市街地再開発事業（鹿児島市、1996年竣工）
- 西鹿児島駅東口6・10番街区第一種市街地再開発事業（鹿児島市、キャンセ・キャンセ駐車場、1999年竣工）
- 西千石町13番街区第一種市街地再開発事業（鹿児島市、フレッセ高見馬場、2003年竣工）
- 中央町22番街区第一種市街地再開発事業（鹿児島市、アエールプラザ、2010年竣工）
- 中央町23番街区第一種市街地再開発事業（鹿児島市、アエールタワー、2010年竣工）
- 中央町19・20番街区第一種市街地再開発事業（鹿児島市、鹿児島中央タワー、事業中） - 商業施設のライカ1920、分譲マンションのザ・パークハウス鹿児島中央タワーから構成。鹿児島中央駅に隣接する中央町19・20番街区にある「中央駅一番街」を再開発し、7階までは商業施設など・上階にマンションを含めた24階建ての再開発ビルを2020年までに完成させる。アミュプラザ鹿児島プレミアム館と当ビルを経由し、南国センタービルまでつながるペデストリアンデッキも同時に設置予定[2]。
- 千日町1・4番街区第一種市街地再開発事業（鹿児島市、事業中） - 千日町1番街区と千日町4番街区及び「いわさきホテル・ザビエル450」（旧・かごしま林田ホテル 2008年秋に解体）跡地。
- 北田大手町地区第一種市街地再開発事業（鹿屋市、リナシティかのや、2007年竣工）
- 鹿児島中央駅西口再開発事業（Ⅰ期、Ⅱ期）Ⅰ期では商業施設及びオフィスの入る複合ビルを整備予定。Ⅱ期では、JR九州の展開する分譲マンションであるMJRを整備予定。また、再開発事業と並行して周辺の市道を拡張したり、歩行者用道路とする予定。